# 加勒特·米勒
加勒特·米勒（英語：Garrett Miller，1977年6月7日—），美国男子赛艇运动员。他曾代表美国参加世界赛艇锦标赛，获得三枚金牌。他也参加了2000年夏季奥林匹克运动会。